# 미드나잇 버스
미드나잇 버스(일본어: ミッドナイト・バス)는 일본의 작가 이부키 유키(伊吹有喜)의 소설이자, 그것을 원작으로 한 영화이다. 이별한 아내와 연인과 이산가족 간에 흔들리는 고속 버스 운전사의 재탄생을 묘사하고 있다.

## 등장인물
- 다카미야 도시루
- 가가 미유키
- 후루이 시호
- 다카미야 레이지
- 다카미야 아야나
- 야마베 게이조
- 사토 다카히로
- 하세가와 이와오
- 우에다 에리카
- 기무라 사히코
- 오시마 마사야
- 에자키 다이스케

## 영화
《미드나잇 버스》(ミッドナイト・バス, Midnight Bus)는 일본에서 제작된 타케시타 마사오 감독의 2017년 드라마 영화이다. 하라다 타이조 등이 주연으로 출연하였다.

### 출연

#### 주연
- 하라다 타이조 - 타카미야 리이치 역
- 야마모토 미라이 - 카가 미유키 역

#### 조연
- 코니시 마나미 - 후루이 시호 역
- 엔도 유야 - 오오시마 마사야 역
- 와타나베 마키코 - 오오시마 에미코 역
- 아오이 와카나 - 타카미야 아야나 역
- 나나세 코우 - 타카미야 레이지 역
- 나가츠카 쿄조 - 야마베 케이조 역
- 토오야마 토시야
- 사토 코지
- 마기

## 수상
- 2017년 제30회 도쿄국제영화제 후보 특별 초대작
- 2018년 제17회 뉴욕 아시아 영화제 후보 일본영화
- 2018년 제8회 북경국제영화제 후보 내셔널 시네마